# Сражение за высоту «731»
Сражение за высоту «731» (итал. Battaglia di Cima 731, греч. Μάχη του υψώματος 731) — ожесточённое сражение между греческими и итальянскими войсками, начавшиеся ранним утром 9 марта 1941 года на юге Албании во время итало-греческой войны, когда Королевство Италия начала наступление на Грецию с целью захвата важного горного перевала, ведущего в долину Колпаки. Высота «731», стратегически расположенная в 20 км к северу от Келсире у подножия горы Требешина, находилась в самом центре греческой оборонительной линии. Несмотря на превосходство над греческими войсками и неоднократные атаки в течение двух недель, итальянцам не удалось захватить высоту «731», что способствовало провалу итальянского наступления.

## Военно-оперативная ситуация

Весеннее наступление итальянцев (красные стрелки)

К концу 1940 года греческое командование приняло решение о прекращении крупномасштабных наступательных операций на Албанском фронте, разрешив лишь локальные наступательные операции по улучшению греческих позиций до улучшения погоды. Фактически в первые месяцы 1941 года боевые действия зашли в тупик. Весной 1941 года итальянское руководство желало добиться успеха в борьбе с греческой армией до надвигающейся немецкой интервенции. План, разработанный генералом Уго Кавальеро, предусматривал крупномасштабное наступление на узком 32-километровом фронте в центре греческих позиций. Целью итальянской атаки было прорвать греческие позиции, отбить Клисуру и продвинуться к Лесковику и Янине. Ключом к успеху итальянцев была высота «731», которая находилась в центре запланированной атаки.
Наступление планировалось осуществляться с VIII (24-я дивизия «Пинероло», 38-я дивизия «Пульи» и 59-я дивизия «Кальяри») и XXV (2-я дивизия «Сфорцеска», 7-я дивизия «Лупи-ди-Тоскана», 47-я дивизия «Бари» и 51-я дивизия «Смена») армейскими корпусами в качестве второго эшелона, а в качестве резерва с 131-й танковой дивизии «Чентауро» и 29-й пехотной дивизии «Пьемонте».
Им должен был противостоять 2-й греческий корпус (17-я, 5-я, 1-я, 15-я и 11-я дивизии), который вёл боевые действия с начала войны, имел три полка в резерве и мог быть усилен 4-й дивизией. В предыдущие месяцы в ожидании нападения греческим войскам было приказано рыть окопы для обеспечения прикрытия. Для штурма высоты «731» была назначена итальянская дивизия «Апулия». Высоту защищал 2-й батальон 5-го греческого пехотного полка (ΙΙ/5) 1-й дивизии, которому было приказано удерживать свои позиции любой ценой. ΙΙ/5-м батальоном командовал майор Димитриос Каслас, и большинство его солдат были выходцами из городов Трикала и Кардица.
Командующий 2-м греческим корпусом генерал-майор Георгиос Бакос был назначен всего за четыре дня до итальянского наступления: на конференции, состоявшейся 5 марта в Афинах, тогдашний командующий генерал-лейтенант Димитриос Пападопулос вместе с двумя другими генералами I корпуса возражали против присутствия в Греции британского экспедиционного корпуса, которого было бы недостаточно для защиты Греции от немцев, но достаточно, чтобы предоставить им повод для войны. Их сопротивление привело к их увольнению и выходу на пенсию на следующий день.

## Ход сражения
Итальянское наступление, за которым лично наблюдал итальянский диктатор Бенито Муссолини, началось 9 марта с мощного артиллерийского обстрела и бомбардировок с воздуха; на основном участке, удерживаемом 1-й греческой дивизией, было сброшено более 100 000 снарядов на фронте протяженностью 6 км. Несмотря на неоднократные нападения и сильные артиллерийские обстрелы, в результате которых почва была раскопана, защитники высоты «731» устояли 9–15 марта. При поддержке греческой артиллерии им удалось воспользоваться преимуществом местности и начать контратаки. Греческие стрелки атаковали наступающих итальянцев с примкнутыми штыками под покровом густого дыма. Димитриос Каслас после обстрела отдал приказ каждому солдату стоять на месте, несмотря ни на что, и пообещал лично расстрелять и убить любого, кто попытается отступить.
Фланговый манёвр чернорубашечников 26-го легиона 11 марта закончился поражением Италии. Днём 12 марта греки усилили обороняющиеся части всем 19-м полком 4-й дивизии; высоту 731 теперь защищал III/19-й батальон под командованием капитана Панайотиса Кутридиса. В ночь на 12 марта итальянцы отозвали истощённую дивизию «Апули» и заменили её дивизией «Бари». Итальянское наступление было остановлено с 16 по 18 марта, что позволило грекам выдвинуть вперёд резервы и начать постепенную перестановку своей линии, сменив 1-ю дивизию 17-й. Итальянское наступление возобновилось 19 марта ещё одной атакой Сиенской дивизии на высоту «731». При поддержке четырёх танков M13/40 и штурмового подразделения «Ардити» из Сиенской дивизии итальянцы захватили часть высоты, но вскоре были отброшены греческой контратакой. Атаки, которым предшествовали интенсивные артиллерийские обстрелы, продолжались ежедневно до 24 марта, но безрезультатно. Муссолини был вынужден признать, что результат итальянского наступления был нулевым, и 24 марта наступление было прекращено.

## Последствия
Сражению за высоту «731» иногда называют «Верденом итало-греческой войны», тогда как другие называют её «Новыми Фермопилами», поскольку это было кровавое сражение. Во время сражения солдаты часто вступали в бой с близкого расстояния и сражались всем, что было под рукой. Потери итальянцев в этом сражении были настолько велики, что впоследствии они назвали высоту «Священной зоной». Жестокие наземные и воздушные бомбардировки изменили ландшафт высоты, уничтожив все деревья и уменьшив его высоту на 2 метра: его нынешняя высота составляет 729 метров.
Греческая армия отразила итальянскую контратаку в марте 1941 года, понеся тяжёлые потери. Безуспешное итальянское наступление вызвало вмешательство Германии, и 6 апреля она вторглась в Грецию через Болгарию, создав второй фронт. Греция до этого получила небольшое подкрепление от британских войск, базирующихся в Египте, которое однако не принимало участие в военных действиях против итальянцев и в ожидании немецкого вторжения расположилось в Западной Македонии. Бо́льшая часть греческих войск всё ещё находилась на Албанском фронте. Немногочисленные греческие части упорно сражались против превосходящих сил Вермахта на болгарской границе, в силу чего немецкие дивизии прошли через территорию Югославии не встретив  существенного сопротивления и вышли к Салоникам и в тыл греческих войск на границе с Албанией, вынудив их сдаться. Британские силы начали отступление. В течение нескольких дней войска союзников сдерживали наступление немцев на перевале Фермопилы, позволяя кораблям подготовиться к эвакуации британских войск. 27 апреля немцы достигли Афин и через месяц завершили завоевание Греции захватом Крита. В результате Греция была оккупирована военными силами Германии, Италии и Болгарии до её освобождения в 1944 году.
30 марта 1944 года, к концу Второй мировой войны, как следует из мемуаров Лени Рифеншталя, лидер Германии Адольф Гитлер заявил: «Вступление Италии в войну обернулось для нас катастрофой. Если бы итальянцы не напали на Грецию и им не понадобилась наша помощь, война приняла бы другой оборот, мы бы успели захватить Ленинград и Москву до наступления русских морозов».